# Soul of the Slums
Soul of the Slums è un film del 1931, diretto da Frank R. Strayer. 

## Trama
Uscito di prigione dopo una reclusione di sette anni, Jerry Harris si reca subito a cercare Jim Blake, colui che aveva scaricato la colpa su di lui facendolo condannare ingiustamente, con l'intento di vendicarsi. Ma Jim, sapendo della scarcerazione, aveva già lasciato la città, e in casa sua Jerry incontra invece Molly, l'ex-donna di Blake, che, una volta che il compagno se n'era andato aveva deciso di abbandonare il crimine, al quale Blake l'aveva indotta, e di vivere onestamente.
Molly, che appare avere un gran ascendente su Jerry, convince anche lui a trovare un lavoro onesto, e Jerry si impiega in un'officina come operaio. Nel frattempo, vagando privo di un tetto, egli incontra fratel Jacob - che gestisce una missione, consistente di una mensa e dormitorio per i poveri -, viene ospitato da lui e alla fine collabora con l'istituzione, alla quale presta il suo aiuto anche Molly. Anche i due ex-compagni di cella di Jerry, Spike e Dummy, vengono scarcerati, e, resistendo al richiamo del crimine, finiscono per collaborare anch'essi con la missione.
Ma Pete Thompson, che affitta posti letto in una casa poco distante dal dormitorio di Jacob, avendo notato come, proprio per la "concorrenza" del religioso i suoi affari vadano male, assolda un malavitoso perché provochi un incidente nella missione. Nel frattempo ricompare Jim Blake, caduto in povertà e ospitato da fratel Jacob. Jerry, nonostante le preghiere di Molly, non resiste alla tentazione di vendicarsi, e una notte si reca alla missione armato.
Jerry, raggiunto il dormitorio, ha già teso la rivoltella contro Blake quando un'esplosione, provocata evidentemente dal killer inviato da Thompson, devasta l'edificio. All'arrivo dei soccorsi Blake risulta essere morto, mentre Jerry, essendo caduto sul corpo di Blake che gli ha attutito l'impatto altrimenti letale, si salva. Fratel Jacob è in fin di vita, e chiede a Dummy, che è anche un valente organista, di accompagnare con la musica la sua dipartita.
È ancora Dummy, tempo dopo, quando la missione è stata ricostruita, a suonare l'organo per il matrimonio di Jerry e Molly.